# Barbara Walters
Barbara Jill Walters (25 tháng 9 năm 1929 – 30 tháng 12 năm 2022) là nữ nhà báo, nhà văn, MC người Mỹ. Walters từng dẫn cho nhiều chương trình như: Today, The View, 20/20, và ABC Evening News.

## Thời thơ ấu
Barbara là con gái của Dena (nhũ danh: Seletsky) và Louis "Lou" Walters (tên khai sinh: Louis Abraham Warmwater). Cha mẹ bà đều là người Do Thái.